# Шиповик
Шиповик је насељено мјесто у Босни и Херцеговини у општини Травник које административно припада Федерацији Босне и Херцеговине. Према попису становништва из 2013. у насељу је живјело 252 становника.

## Становништво
| Националност       | 1991.       | 1981. | 1971. |
| Хрвати             | 308 (87,5%) |       |       |
| Муслимани          | 0           |       |       |
| Срби               | 4 (1,14%)   |       |       |
| Југословени        | 23 (6,53%)  |       |       |
| остали и непознато | 17 (4,83%)  |       |       |
| Укупно             | 352         |       |       |

## Извор
- Књига: „Национални састав становништва — Резултати за Републику по општинама и насељеним мјестима 1991.", статистички билтен бр. 234, Издање Државног завода за статистику Републике Босне и Херцеговине, Сарајево.
- интернет — извор, „Попис по мјесним заједницама“ — https://web.archive.org/web/20131005002409/http://www.fzs.ba/Podaci/nacion%20po%20mjesnim.pdf